# カステルフランコ・ヴェーネト
カステルフランコ・ヴェーネト（伊: Castelfranco Veneto）は、イタリア共和国ヴェネト州トレヴィーゾ県の都市であり、その周辺地域を含む人口約33,100人の基礎自治体（コムーネ）。県都トレヴィーゾ、コネリアーノに次ぎ、県内第3位のコムーネ人口を有する。
中世にトレヴィーゾ市が築いた城砦を起源とし、旧市街は当時の重厚な城壁と塔に囲まれている。画家ジョルジョーネの出身地であり、また3本の鉄道幹線が集まる交通の要衝である。

## 地理

### 位置・広がり
トレヴィーゾ県南西部に位置するコムーネ。県都トレヴィーゾから西へ約24km、パドヴァから北へ約30km、ヴィチェンツァから東北東へ約34km、州都ヴェネツィアから北西へ約40kmの距離にある。

#### 隣接コムーネ
隣接するコムーネは以下の通り。PDはパドヴァ県所属。
- リエーゼ・ピオ・デーチモ - 北
- ヴェデラーゴ - 東
- レザーナ - 南東
- ロレッジャ (PD) - 南
- サンタ・ジュスティーナ・イン・コッレ (PD) - 南西
- サン・マルティーノ・ディ・ルーパリ (PD) - 西
- カステッロ・ディ・ゴーデゴ - 北西

### 気候分類・地震分類

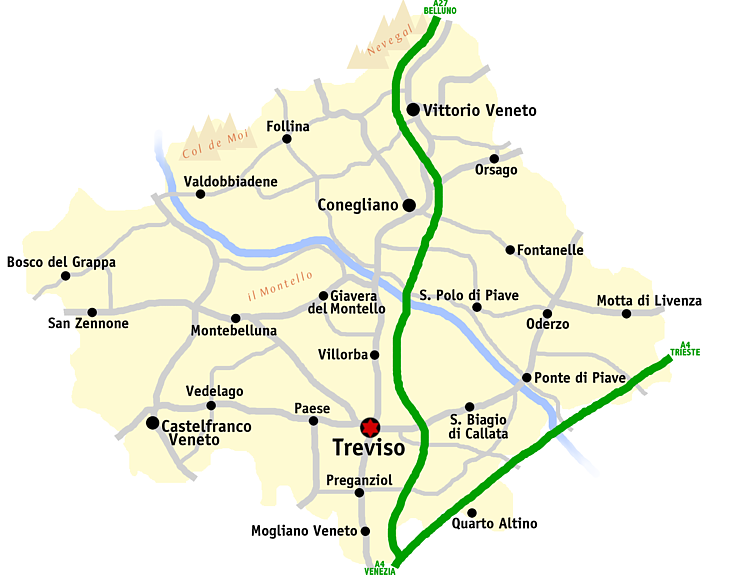
トレヴィーゾ県概略図

気候分類では、zona E, 2429 GGに分類される。
また、イタリアの地震リスク階級 (it) では、zona 2 (sismicità media) に分類される。

## 歴史

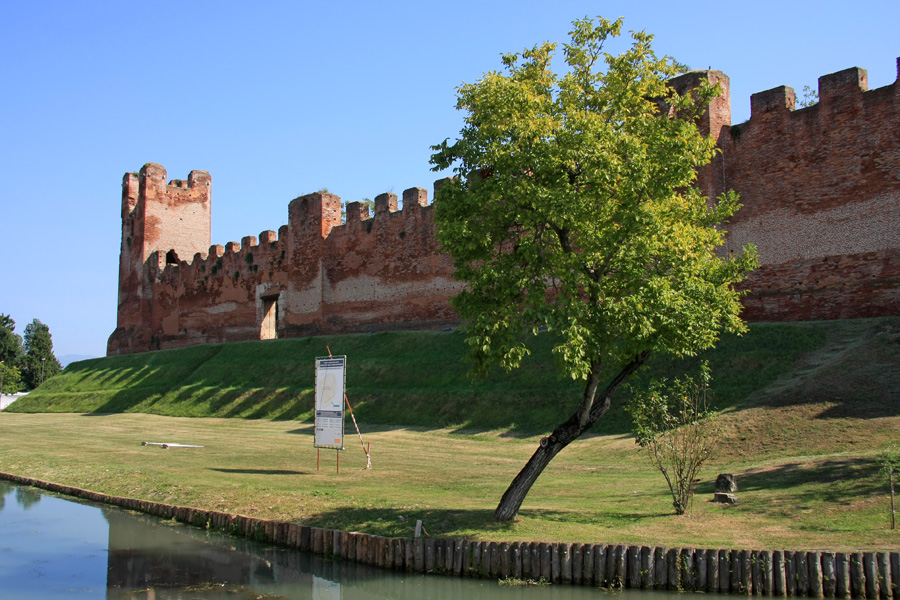
カステルフランコの城壁 (mura)

1195年、トレヴィーゾ市が抗争関係にあったパドヴァに対して築いた城砦が、この都市の起源である。1246年にはエッツェリーノ3世・ダ・ロマーノ (Ezzelino III da Romano) によって占領されたが、彼の死後の1259年にトレヴィーゾ市に返還されている。1329年にはヴェローナの支配者であったカングランデ1世・デッラ・スカラ (Cangrande I della Scala) がこの都市を獲得した。
1339年、この都市はトレヴィーゾとともにヴェネツィア共和国に編入され、以後1797年までその統治下にあった。

## 行政

### 分離集落
カステルフランコ・ヴェーネトには、以下の分離集落（フラツィオーネ）がある。
- Campigo, Salvarosa, Salvatronda, San Floriano, Sant'Andrea oltre il Muson, Treville, Villarazzo, Bella Venezia.

## 文化・観光

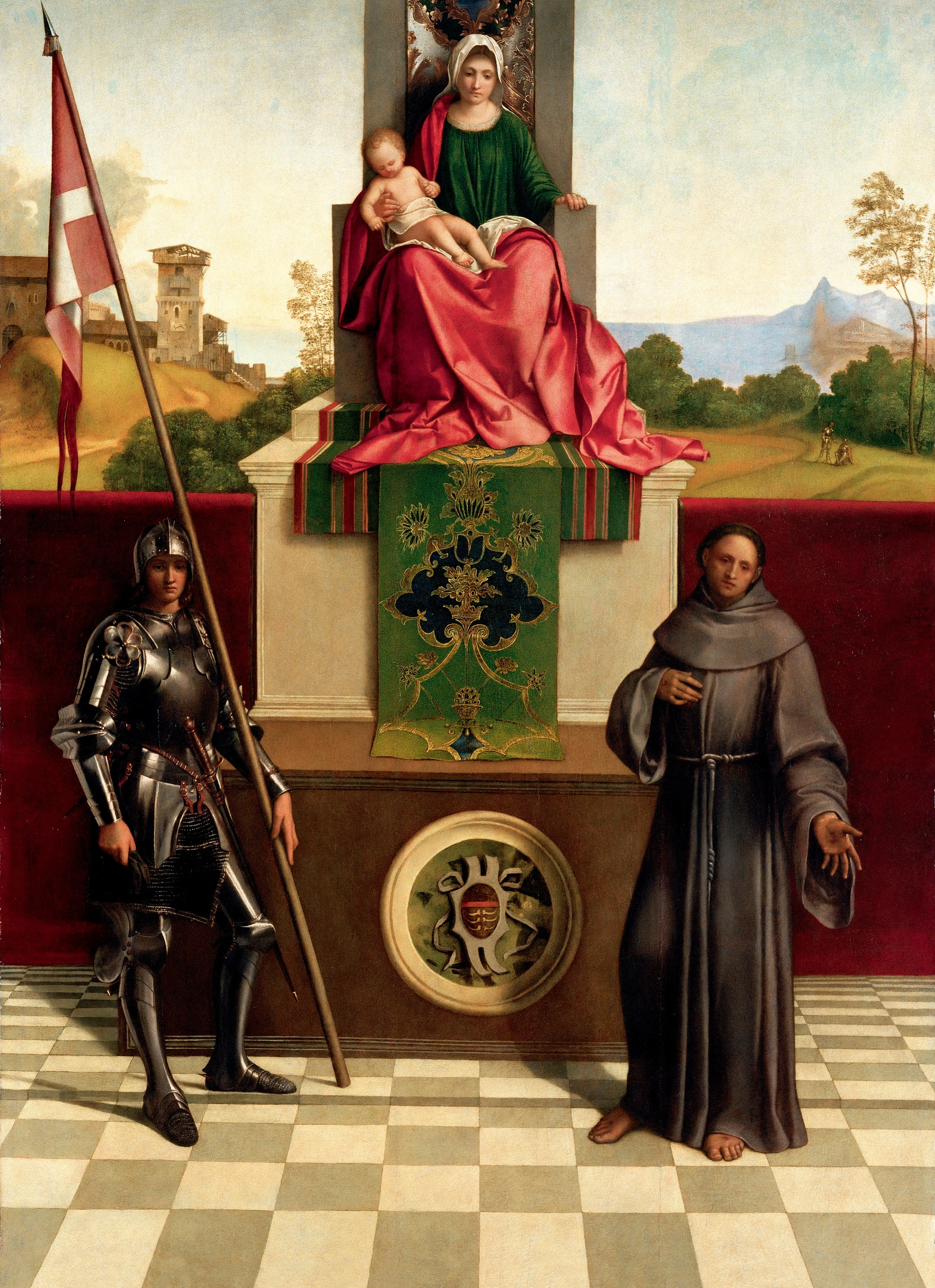
ジョルジョーネ『カステルフランコ祭壇画』。

この都市の最も古い区画は、中世の城壁と塔に囲まれている。この区画は1211年にトレヴィーゾ市の人々によって築かれた（チッタデッラ参照）。
この都市は、ルネサンス期の画家ジョルジョーネ生誕の地である。1723年に完成したサン・リベラーレ大聖堂（カテドラル）には、ジョルジョーネの傑作とされる作品の一つ『玉座の聖母子と聖リベラーレ、聖フランチェスコ』（1504年頃）がある。一般に『カステルフランコ祭壇画』(Pala del Giorgione) や『カステルフランコの聖母』といった名で呼ばれるこの祭壇画の背景には、この都市の旧市街の塔が描かれている。
カテドラルはフランチェスコ・マリア・プレーティ (Francesco Maria Preti) によって設計されたロマネスク様式の建物である。このカテドラルには、他にパオロ・ヴェロネーゼのフレスコ画の断片7つがある。

## 交通

### 鉄道
1877年に開業したカステルフランコ・ヴェーネト駅 (Castelfranco Veneto railway station) は、3本の鉄道路線の集まるジャンクションである。トレント＝ヴェネツィア線 (it:Ferrovia Trento-Venezia) 、モンテベッルーナ＝カンポサンピエロ線 (it:Ferrovia Montebelluna-Camposampiero) （カラルツォ＝パドヴァ線 (Calalzo–Padua railway) ）、ヴィチェンツァ＝トレヴィーゾ線 (it:Ferrovia Vicenza-Treviso) が交わるこの駅は、州内で最も乗降客の多い駅の一つである。

## 姉妹都市
- ゲルフ、カナダ

## 人物

### 著名な出身者
- ジョルジョーネ - ルネサンス期の画家
- アゴスティーノ・ステッファーニ - 17-18世紀の作曲家・音楽家、聖職者、外交官
- パオラ・ドリーゴ（英語版） - 19-20世紀の作家。
- ティナ・アンセルミ（英語版） - 政治家。第二次世界大戦中のレジスタンス指導者の一人
- マリオ・ブルネロ - チェロ奏者
- アレッサンドロ・バッラン - 自転車ロードレース選手

## 文献
- この記事にはアメリカ合衆国内で著作権が消滅した次の百科事典本文を含む: Chisholm, Hugh, ed. (1911). "Castelfranco Veneto". Encyclopædia Britannica (英語). Vol. 5 (11th ed.). Cambridge University Press. p. 471.